# Inés de Courtenay (princesa de Acaya)
Inés de Courtenay (1202-después de 1247) fue la princesa consorte del Principado de Acaya desde aproximadamente 1229 hasta 1246.
Inés era la hija de Pedro II de Courtenay, emperador latino de Constantinopla y de Yolanda de Flandes. En 1217 se casó con Godofredo de Villehardouin, príncipe heredero de Acaya. En 1229 Godofredo ascendió como príncipe después de la muerte de su padre, Godofredo I, e Inés ascendió también como princesa consorte. Sin embargo, su matrimonio no tuvo hijos y luego de la muerte de su esposo, en 1246, regresó a Francia donde murió después de 1247.